# Jaap Mansfeld
Jaap Mansfeld (12 augustus 1936) is een vermaard onderzoeker van de Grieks-Romeinse filosofie.

## Carrière
De lectuur van Plato op het Utrechts Stedelijk Gymnasium zette Mansfeld ertoe aan om in 1954 klassieke taal- en letterkunde te gaan studeren. Zijn belangrijkste leermeesters daar waren Willem Jacob Verdenius en Cornelia de Vogel. Daarnaast heeft hij in Utrecht de 'wijsgerige propedeuse' gedaan, zoals dat toen heette. Zijn carrière lang is hij verder aan de Universiteit van Utrecht verbonden gebleven. In 1964 promoveerde hij bij De Vogel met een proefschrift over Parmenides: Die Offenbarung des Parmenides und die menschliche Welt, waarin hij o.a. betoogt dat Parmenides niet expliciet aan Heraclitus' werk refereert. Het is een boek waar Karl Popper zeer enthousiast over was. Sinds 1962 was Mansfeld als wetenschappelijk medewerker verbonden aan het Instituut voor Antieke en Middeleeuwse Wijsbegeerte. In 1973 werd hij benoemd tot hoogleraar, een functie die hij aanvaardde met de rede: Theorie en empirie: filosofie en geneeskunst in de voorsokratische periode. Hij heeft zich ontpopt als een buitengewoon gedreven onderzoeker, een gedrevenheid die doorklonk in zijn colleges, wanneer die gingen over onderwerpen die verband hielden met zijn onderzoek, een gedrevenheid die ook na zijn pensionering niet is verminderd, en die geresulteerd heeft in een buitengewoon groot aantal publicaties, die vrijwel alle periodes van zijn vakgebied beslaan, inclusief de antieke geneeskunde. Op 8 maart 2001 hield hij zijn afscheidsrede onder de titel Platonische briefschrijverij.
Als hoogleraar antieke wijsbegeerte was hij de opvolger van de geheel anders in het leven staande Cornelia de Vogel. Mansfeld is wars van alle 'zweverige' interpretaties en staat een strikt historische interpretatie voor. Mansfeld heeft relatief weinig promovendi gehad, deels als gevolg van de opheffing van het instituut voor Klassieke Taal- en Letterkunde in Utrecht in de jaren 80, waardoor de stroom studenten die Grieks en Latijn lazen opdroogde.
Mansfeld is ook op bestuurlijk vlak actief geweest: in het begin van zijn carrière was hij gedurende twee jaar voorzitter van de Utrechtse Universiteitsraad, later is hij meer dan tien jaar decaan van de Utrechtse faculteit wijsbegeerte geweest. Ook landelijk was hij actief, onder andere als voorzitter van de Sectie Wijsbegeerte van de Academische Raad.

## Werk
Mansfelds meest verspreide werk is de Reclam uitgave van Prescratische filosofen. In bondige en inhoudsrijke inleidingen worden de individuele filosofen belicht; daarna volgt een selectie van de Griekse fragmenten vergezeld van een Duitse vertaling.
Behalve enkele vertalingen in het Nederlands (Heraclitus, Zeno, Parmenides), recensies in Nederlandse kranten en tijdschriften, en de meer dan 100 artikelen voor K. Kuypers' Encyclopedie van de filosofie  is het merendeel van Mansfelds werk zeer specialistisch. Jarenlang is hij samen met zijn leerlingen bezig geweest met het project om de Stoicorum Veterum Fragmenta (veelal aangeduid als SVF) van Hans von Arnim (1859-1931) te vernieuwen. Dit werk uit het begin van de 20e eeuw bevat alle toen bekende tekstfragmenten van de Oude Stoïcijnen, bijna 3000 in totaal, en dient als zodanig al 100 jaar als referentie. Het project bestond er niet alleen uit sindsdien ontdekte tekstfragmenten toe te voegen en al bekende tekstfragmenten aan nieuwere tekstedities te ontlenen, maar ook om de historische waarde (betrouwbaarheid van de bron, onderlinge afhankelijkheid van de diverse bronnen) van de fragmenten te bepalen. Dit project heeft geresulteerd in een aantal publicaties van hem en anderen, maar tot een nieuwe uitgave van alle fragmenten, zoals in de jaren 80 gepland, is het niet gekomen. Dientengevolge wordt met SVF nog steeds de uitgave van Von Arnim aangeduid.
Alhoewel men in het geval van Mansfeld dus niet goed van specialismen kan spreken, is hij in vakkringen wellicht toch het bekendst als specialist op het gebied van de "doxografie". Dit behelst de eeuwenlange transmissie van allerlei losse opvattingen aangaande de 'natuur', en waarvan Hermann Diels (1848-1922). in zijn Doxographi Graeci (1879) de 'stamboom' heeft geschetst, waarbij hij als belangrijke bron een verloren gegaan compendium van de (verder onbekende) auteur Aetius heeft aangewezen. Zoals Mansfeld op het gebied der Stoïcijnen het werk van Von Arnim hernieuwt, zo geldt dat op het gebied van de doxografie voor het werk van Hermann Diels. Samen met David T. Runia heeft hij in 5 delen 'Aëtiana' getracht niet alleen het werk van Aëtius geheel opnieuw te construeren, maar ook allerhande implicaties van deze doxografie op de interpretatie van antieke teksten onderzocht. Een auteur als Titus Lucretius Carus bijvoorbeeld noemt zelf als zijn bron Epicurus, maar blijkt ook probleemstellingen uit de doxografie te hebben overgenomen. 
Zie ook Mansfelds artikel over de antieke doxografie (onder 'Externe links').

## Onderscheidingen / lidmaatschappen
Mansfeld is lid van de redactie van wetenschappelijke tijdschriften en ook van genootschappen, zoals de Koninklijke Nederlandse Akademie van Wetenschappen en de Hollandsche Maatschappij der Wetenschappen.
In 1998 werd aan Mansfeld de Humboldt-Forschungspreis toegekend. De Alexander von Humboldt Stichting had hem deze prijs toegekend voor zijn gehele oeuvre, en zijn voortreffelijke prestaties in onderzoek en onderwijs. Deze Humboldt-prijs wordt slechts bij uitzondering toegekend aan onderzoekers uit de geesteswetenschappen.
In 2013 werd Mansfeld benoemd tot ereburger van Elea, de stad van Parmenides.